# Harakabhavi, Kudligi
Harakabhavi là một làng thuộc tehsil Kudligi, huyện Bellary, bang Karnataka, Ấn Độ.